# Dronning Alexandras Ankomst til Toldboden
|  | Denne artikel er oprettet af botten PalnaBot ud fra en ekstern database. Den kan derfor have sproglige fejl eller mangler. Denne skabelon kan fjernes efter kontrol af indholdet. |

Dronning Alexandras Ankomst til Toldboden er en film instrueret af Peter Elfelt.

## Handling
Alexandra (1844-1925), datter af Christian 9., gift i 1863 med prins Edward (1841-1910), der efter Dronning Victorias død 1901 blev kong Edward VII af Storbritannien og Irland. Hun besøgte ofte Danmark.